# Konoe Hisamichi
Konoe Hisamichi (近衛 尚通 1472 – 1544?) fue un kuge (cortesano) que actuó de regente durante la era Muromachi. Fue hijo adoptivo del regente Konoe Masaie.

## Carrera
Ocupó la posición de kanpaku del Emperador Go-Tsuchimikado entre 1493 y 1497 y kanpaku del Emperador Go-Kashiwabara desde 1513 hasta 1514.
Entre sus hijos estaban Konoe Taneie y una consorte del samurái Hōjō Ujitsuna.